# دن رومر
دن رومر آهنگساز فیلم ، تهیه کننده موسیقی و ترانه‌سرای آمریکایی ساکن لس آنجلس است. 

## حرفه
به عنوان آهنگساز فیلم، موسیقی‌های رومر شامل چهار بار نامزد اسکار، جانوران حیات وحش جنوب ، جانوران بدون کشور ، تعقیب مرجان ، گلیسون ، پزشک خوب و برای جیم: داستان جیمز فولی برنده جایزه امی شد.  موسیقی او برای مینی سریال اچ‌بی‌او ایستگاه یازده نیز در سال ۲۰۲۲ نامزد جایزه امی شد  رومر بازی ویدیویی از یوبی‌سافت با نام فار کرای ۵ را که در ۲۷ مارس ۲۰۱۸ منتشر شد.
او موسیقی برای هنرمندان متعددی از جمله یک دنیای بزرگ و کریستینا آگیلرا تولید کرده است که تک آهنگ او «چیزی بگو» در صدر جدول در سراسر جهان قرار گرفت، 6× پلاتینیوم بیش از هفت میلیون نسخه فروخت و برنده گرمی ۲۰۱۵ شد. دن با همکاری شان مندز «با تو بهتر رفتار کنم» را تهیه کرد که در سپتامبر ۲۰۱۶ به رتبه ۱ جدول آی‌تیونز و شماره ۳ در ۴۰ نمودار رادیویی پاپ برتر ایالات متحده رسید  رومر موسیقی فیلم انیمیشن پیکسار ، لوکا  را ساخت که با بیش از ۱۰٫۶ میلیارد دقیقه تماشا، پربیننده‌ترین فیلم استریم سال ۲۰۲۱ بود.    او با جاستین پل در زیر خط اتفاقی اقتباس سینمایی استیون شباسکی در سال ۲۰۲۱ از موزیکال برادوی ایون هنسن عزیز کار کرد. 